# Arje Ben Eli'ezer
Arje Ben Eli'ezer (hebrejsky אריה בן אליעזר‎, 16. prosince 1913 – 29. ledna 1970) byl revizionistický sionistický vůdce, člen Irgunu a izraelský politik.

## Biografie
Ben Eli'ezer se narodil v roce 1913 ve Vilniusu v carském Rusku (dnešní Litva). Jeho rodina v roce 1920 imigrovala do mandátní Palestiny, kde Ben Eli'ezer studoval na střední škole v Tel Avivu. Ve třinácti letech vstoupil do Bejtaru a během palestinských nepokojů v roce 1929 a Arabského povstání v roce 1936 se aktivně zúčastnil bojů v Tel Avivu. V letech 1932 až 1939 byl emisarem Bejtaru a Irgunu v Polsku, Rumunsku a baltských zemích. V roce 1933 byl na pět týdnů uvězněn pro podezření pro napojení na Brit ha-birjonim.
Po vypuknutí druhé světové války byl vyslán do Spojených států na misi Irgunu a zúčastnil se založení „Výboru pro vytvoření hebrejské armády.“ Společně s Hilelem Kookem, Ari Žabotinským, Šmu'elem Merlinem a Jicchakem Ben Ami založil „Výbor pro záchranu evropského židovstva“ a později „Výbor pro národní osvobození.“
V roce 1943 se vrátil do mandátní Palestiny na misi „Výboru pro záchranu evropského židovstva“. Po příjezdu se setkal s Menachemem Beginem, který jej požádal, aby se stal členem generálního velitelství Irgunu. V dubnu 1944 byl opět uvězněn Brity a stal se jedním z 251 příslušníků Irgunu a Lechi, kteří byli od října internováni v eritrejské Asmaře v Africe. V zajateckém táboře se stal zástupcem pro setkání s britskou správou. V lednu 1947 se mu povedlo společně s několika druhy utéct z internačního tábora a dopravit se do Francie, kde započal přípravy na Altalenu.
V roce 1948 se vrátil do nově založeného Státu Izrael a stal se jedním ze zakladatelů a vůdců hnutí Cherut. Pomáhal taktéž založit izraelské vztahy s Francií. Po pět funkčních období byl poslancem Knesetu za stranu Cherut a na další dvě za nástupkyni Cherutu, stranu Gachal. Byl členem četných výborů, jmenovitě výboru financí, ekonomických záležitostí, zahraničních záležitostí a obrany a vnitřních záležitostí. Stal se také zástupcem předsedy Knesetu. Byl jedním z prvních, kdo navrhl referendum jakožto podmínku nad zásadními rozhodnutími, jako byl například protest jeho strany nad Reparační dohodou mezi Izraelem a západním Německem.
Zemřel v roce 1970, tedy ještě v době, kdy byl poslancem. Na jeho místo nastoupil Gide'on Pat. Jeho jméno nese izraelská osada Bejt Arje a prominentní ulice ve městě Ramat Gan, která se jmenuje Rechov Ben Eli'ezer.